# Шимицу, Дженни
Дже́нни Линн Шими́цу (Симидзу) (англ. Jenny Lynn Shimizu; род. 16 июня 1967, Сан-Хосе, США) — американская модель и актриса
 японского происхождения.

## Карьера
В 1990-х Шимицу сыграла небольшую роль в каминг-аут-серии сериала Эллен Дедженерес «Эллен».
Шимицу обычно ходит с коротко подстриженными волосами. У неё на руке есть татуировка в виде женщины, сидящей верхом на разводном ключе. В 2005 году Шимицу женилась на Ребекке Луз, а их бракосочетание снималось для документального фильма «Power Lesbian UK» телекомпании Sky (который снимался для телепередачи «Power Lesbians» телеканала «LOGO», в которой рассказывалось о благополучных лесбиянках из Лос-Анджелеса); и появилась на реалити-шоу Тайры Бэнкс «America’s Next Top Model».
По результатам опроса, проведённого в 2005 году гей-изданием «The Pink Paper», Шимицу была признана самой сексуальной женщиной, обойдя Анджелину Джоли и австралийскую «икону» Кайли Миноуг, занявших второе и третье места, соответственно.
В 2007 году Шимицу сыграла роль в фильме режиссёра Джейми Бэббит «Itty Bitty Titty Committee».

## Отношения с Анджелиной Джоли и Мадонной
В 2006 году британские новостные таблоиды утверждали, что Шимицу заявляла о том, что у неё были длительные романтические и сексуальные отношения с Анджелиной Джоли (начиная с того времени, как они вместе снимались в фильме «Ложный огонь»). Позже она опровергла все заявления, сделанные относительно Джоли.
В январе 2007 года Шимицу рассказала более подробно об отношениях, которые у неё были с Мадонной. Называя себя «сексуальной рабыней Мадонны» (англ. «Madonna’s sex slave»), она рассказала, что Мадонна вызывает её в самые разные уголки мира ради сексуальных развлечений, заявив: «Я была её тайной „девочкой по вызову“, доступной в любое время дня и ночи для тайных сексуальных утех… В постели она потрясающа.» Когда это произошло, сообщалось, что она собирается выпустить книгу откровений, чтобы рассказать об интимных подробностях своих сексуальных отношений с Мадонной и Джоли. Предполагается также, что Шимицу поддерживала эти отношения с обеими знаменитостями одновременно.